# 1995 في فلسطين
أحداث 1995 في فلسطين.

## أبرز الأحداث
- 7 فبراير 1995: أصدر ياسر عرفات قرارًا بإنشاء محكمة أمن الدولة في مناطق الحكم الذاتي.
- 24 يوليو 1995: اعتقال رئيس المكتب السياسي لحركة حماس موسى أبو مرزوق في مطار جون كيندي في نيويورك.
- 24 سبتمبر 1995: التوقيع على اتفاقية طابا بين ياسر عرفات ووزير خارجية إسرائيل شمعون بيريز في القاهرة، والذي يحدد تفاصيل تنفيذ الحكم الذاتي.[1]
- 10 أكتوبر 1995: انسحبت القوات العسكرية الإسرائيلية من سلفيت، وتسلمتها السلطة الوطنية الفلسطينية ووضعتها تحت سيطرتها المدنية والأمنية تطبيقًا لاتفاقية أوسلو 2.[2][3]

## وفيات
- 27 يناير: سعادة الجلاد، جنرال وقائد عسكري فلسطيني.
- 30 مارس: عبد المجيد تايه، سياسي وقيادي فلسطيني.
- 26 أكتوبر: اغتيال مؤسس حركة الجهاد الإسلامي في فلسطين الدكتور فتحي الشقاقي.[4]
- 4 نوفمبر: اغتيال رئيس الوزراء الإسرائيلي إسحاق رابين على يد متطرف يهودي.[5]